# Drnovice (ort i Tjeckien, Södra Mähren, lat 49,28, long 16,95)
Drnovice är en ort i Tjeckien.   Den ligger i regionen Södra Mähren, i den östra delen av landet, 200 km öster om huvudstaden Prag. Drnovice ligger 266 meter över havet och antalet invånare är 2 225.
Terrängen runt Drnovice är kuperad åt nordväst, men åt sydost är den platt. Runt Drnovice är det ganska tätbefolkat, med 60 invånare per kvadratkilometer. Närmaste större samhälle är Vyškov, 3,4 km öster om Drnovice. Trakten runt Drnovice består till största delen av jordbruksmark.